# Emilia Romagna Teatro
Emilia Romagna Teatro Fondazione o ERT è il teatro nazionale dell'Emilia-Romagna. È ente autonomo dal 1991 e fondazione dal 2001.
La sede storica dell'ERT è Modena. Le sedi di produzione sono il Teatro Storchi (a partire dal 1991) e il Teatro delle Passioni (dal 1999) a Modena, il Teatro Arena del Sole (dal 2014) a Bologna e il Teatro Bonci a Cesena dal 2001.
La fondazione gestisce i seguenti teatri:
- Teatro Arena del Sole (Bologna)
- Teatro delle Moline (Bologna)
- Teatro Dadà (Castelfranco Emilia)
- Teatro Alessandro Bonci (Cesena)
- Teatro delle Passioni (Modena)
- Teatro Storchi (Modena)
- Teatro Ermanno Fabbri (Vignola)

## Storia
Nel 1964 nacque l'associazione teatrale dell'Emilia Romagna (Ater), con la finalità di favorire l'attività teatrale e lirica in regione. Il 22-23 aprile 1977, a Faenza, si decise di allargare la produzione al teatro di prosa e, nello stesso anno, nacque l'ERT (Emilia Romagna Teatro) per supportare tale attività, con riconoscimento ministeriale.
A partire da ottobre 1994 fino al dicembre 2004 l'ente ha gestito le dieci edizioni de Le vie dei festival, festival autunnale drammaturgico che ha visto, tra li ospiti: Peter Brook, Joseph Chaikin, Lev Dodin, Jan Fabre, Rodrigo Garcìa, Philip Glass, Mathilde Monnier, Alain Platel, Meg Stuart.
Dall'ottobre 2005 al 2022 ha gestito VIE Scena Contemporanea Festival, fra Modena, Carpi, Bologna, Cesena, Castelfranco e Vignola, con la collaborazione della Fondazione Cassa di Risparmio di Modena che ha visto, fra gli ospiti: Bob Wilson, Socìetas Raffaello Sanzio, Alvis Hermanis, Josef Nadj, Virgilio Sieni, Tim Etchells/Forced Entertainment, Rimini Protokoll, Motus, Belarus Free Theatre, Thomas Ostermeier e Krzysztof Warlikowski.
Dal 2007 fa parte del progetto PROSPERO, con il Théâtre Nationale de Bretagne (Rennes/Francia), il Théâtre de la Place (Liegi/Belgio), il Centro Cultural de Belém (Lisbona/Portogallo), Tutkivan Teatterityön Keskus (Tampere/Finlandia) e la Schaubühne (Berlino/Germania).
Dal 2015 è attiva la "Scuola di teatro Iolanda Gazzerro, laboratorio permanente per l'attore" diretta da Claudio Longhi fino al 2021 e successivamente da Valter Malosti, nella quale si offrono percorsi professionalizzanti e di specializzazione per giovani attori e drammaturghi.
Nel 2015 ha ottenuto il riconoscimento di teatro nazionale e, oltre al settore prosa, va a dedicare spazio anche all'arte della danza.
L'Ente è prima di tutto un centro di produzione teatrale, con all'attivo oltre 120 spettacoli prodotti. Tra i registi che hanno collaborato con Emilia Romagna Teatro vi sono: Giancarlo Cobelli, Pippo Delbono, Cesare Lievi, Thierry Salmon, Federico Tiezzi, Enrique Vargas, Bob Wilson, Eimuntas Nekrošius, Massimo Castri, Alvis Hermanis, Claudio Longhi, Antonio Latella, Marco Martinelli e Ermanna Montanari, Michela Lucenti, Licia Lanera, Roberto Latini, Nanni Garella.
Dal 1994 fino al 2016 l'ente è stato diretto da Pietro Valenti, cui subentra dal 2017 al 2020 Claudio Longhi. Dal 2021 al 2025 la direzione è stata affidata al regista, attore e artista visivo Valter Malosti. Per il quadriennio 2025-2029 la direzione generale è affidata a Natalia Di Iorio, mentre la direzione artistica è a cura di Elena Di Gioia.